# Théodose le Cénobiarque

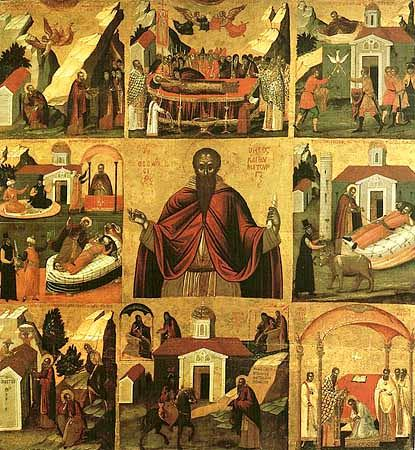
Icône représentant la vie de saint Théodose

Théodose le Cénobiarque ou Théodose le Grand, né vers 424 en Cappadoce et mort en 529 en Palestine est un saint de l'Église chrétienne primitive et l'un des fondateurs du monachisme oriental. Il est fêté le 11 janvier du calendrier julien de l'Église orthodoxe et le 11 janvier du calendrier grégorien de l'Église catholique.

## Biographie
Théodose naît dans une famille chrétienne cappadocienne à Mogarion. Doté d'une belle voix, il est lecteur à l'église. Il se décide à faire son pèlerinage de Jérusalem en 451. Il rencontre en chemin saint Siméon le Stylite à Antioche qui selon son hagiographie embrasse et bénit le jeune homme en lui prédisant qu'il sera pasteur d'âmes d'un grand troupeau de brebis qu'il sauvera de la méchanceté du loup. Il visite à Jérusalem tous les lieux saints de l'Évangile et suit l'enseignement de Longine qui vivait près de la tour de David à côté de la porte de Jaffa. Il s'installe ensuite selon ses conseils à mi-chemin entre Jérusalem et Bethléem dans une communauté ecclésiale, mais finalement se décide à la vie érémitique et part dans le désert, où il demeure dans une grotte, non loin du lieu où eut lieu l'adoration des mages.
Des disciples viennent bientôt à leur tour suivre son enseignement et vivre dans les grottes environnantes. À la requête des moines de demander de construire un monastère, tellement ils étaient nombreux, Théodose prend l'encensoir, y jette des braises froides et de l'encens et s'en va au désert. Il y trouve un endroit propice à la construction d'un monastère et, peu de temps après, construit une église, des cellules et un bâtiment communautaire. C'est le début de la laure de Théodose le Grand, l'un des premiers monastères du désert de Juda. 
Les moines adoptent la règle de saint Basile le Grand et la laure devient le plus grand établissement monastique de Palestine avec 400 moines. D'autres chapelles sont construites pour les liturgies en différentes langues : une pour les Grecs, une pour les Ibères, une pour les Arméniens, où les moines se retrouvent sept fois par jour, ainsi que des infirmeries pour les pèlerins et les moines.
Théodose est un proche de saint Sabas sous le patriarcat de Salluste de Jérusalem. Son monastère recevait les jeunes postulants de la laure de Saint-Sabas. Les moines demandent à Salluste que Théodose et Sabas deviennent archimandrites de tous les monastères de la terre du Saint-Sépulcre. C'est ainsi que Théodose est choisi comme archimandrite des monastères palestiniens cénobitiques, d'où son nom de Théodose le Cénobiarque.
Il était un fervent opposant des doctrines monophysites, ce qui lui vaut l'éloignement de la part de l'empereur Anastase Ier, après qu'il eut proclamé à l'ambon du Saint-Sépulcre, à la demande des moines palestiniens, que ceux qui ne recevaient pas le concile de Chalcédoine étaient anathèmes. Théodose est soutenu dans sa démarche par le pape Félix IV suivi par l'évêque d'Antioche, Éphrem.